# ميخائيل بولسين (مغني)
ميخائيل بولسين (بالدنماركية: Michael Poulsen)‏ هو عازف قيثارة ومغني دنماركي، ولد في 1 أبريل 1975 في سلاغيلس ‏ في الدنمارك.

## وصلات خارجية
- ميخائيل بولسين على موقع ميوزك برينز (الإنجليزية)
- ميخائيل بولسين على موقع ديسكوغز (الإنجليزية)